# Ліповец (Румунія)
Ліповец (рум. Lipovăț) — село у повіті Васлуй в Румунії. Адміністративний центр комуни Ліповец.
Село розташоване на відстані 268 км на північний схід від Бухареста, 8 км на південь від Васлуя, 66 км на південь від Ясс, 129 км на північ від Галаца.

## Населення
За даними перепису населення 2002 року у селі проживали 1660 осіб, усі — румуни. Усі жителі села рідною мовою назвали румунську.